# Lillesjön (Slättåkra socken, Halland)
Lillesjön är en sjö i Halmstads kommun i Halland och ingår i Suseåns huvudavrinningsområde.